# اتونپیوفیلیا

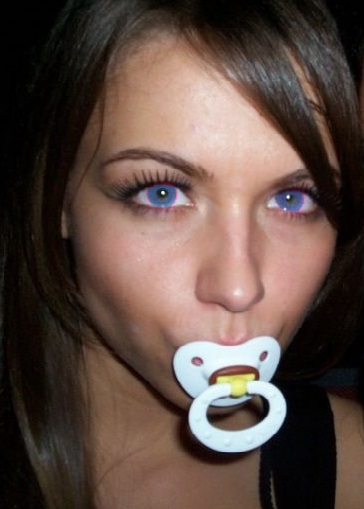
پستانک استفاده شده توسط زنی که به عنوان نوزاد رفتار می‌کند.

اتونپیوفیلیا (به انگلیسی: autonepiophilia) یا شیرخوارگی پارافیلیک یا سندرم کودک بزرگسال (به انگلیسی: adult baby) نوعی بازی در بزرگسالی شامل نقش بازی و بازگشت به وضعیت نوزادی است. رفتارها ممکن است شامل مکیدن پستانک، نوشیدن از شیشه شیر، پوشیدن یا استفاده از پوشک بچه، پوشیدن لباس‌های بچگانه و در آغوش گرفتن عروسک باشد. سندرم کودک بزرگسال ممکن است به صورت یک فتیش غیرجنسی یا صرفاً به عنوان یک فعالیت افلاطونی آرامش بخش باشد. افرادی که بازی کودک بزرگسالان را تمرین می کنند اغلب در عامیانه (خود و دیگران) به عنوان "نوزادان بزرگسال" یا "ABs" نامیده می شوند.
رفتارها در افراد مختلف متفاوت است، اما ممکن است شامل مواردی مانند پوشیدن لباس‌های کودکانه، پوشک و استفاده از پوشک، در آغوش گرفتن با حیوانات عروسکی، نوشیدن از شیشه یا مکیدن پستانک و (هنگامی که با دیگران انجام می‌شود) درگیر شدن در تجارب ملایم، نوستالژیک و پرورش دهنده،  صحبت‌های جنون‌آمیز و پویا، مجازات یا تحقیر باشد. اینفانتیلیسم پارافیلیک اغلب با فتیشیسم پوشک مرتبط است، فعالیتی جداگانه اما مرتبط که در آن افراد از پوشک یا استفاده از پوشک از خود یا دیگران لذت می‌برند، اما لزوماً شامل هیچ گونه بازی سنی نمی شود. 
مانند سایر فتیش‌های جنسی (پارافیلیا)، هیچ منشاء روان‌شناختی شناخته‌شده‌ای برای شیرخوارگی پارافیلیک وجود ندارد و تاکنون تحقیقات بسیار کمی در مورد این موضوع انجام شده است. تئوری‌های مختلفی برای فتیش به طور کلی ارائه شده است، از جمله نقشه‌های عشق منحصر به فرد، نقش آفرینی یا اهداف وابسته به عشق شهوانی تغییر یافته  (lovemaps, imprinting or altered erotic targets)، با این حال هیچ اتفاق نظر علمی وجود ندارد. اگرچه این موضوع از فردی به فرد دیگر متفاوت است، اما ممکن است گاهی اوقات شیرخوارگی پارافیلیک با مازوخیسم، اورولاگنیا، فتیش لباس یا سایر گره‌های توافقی مرتبط باشد.

## برای مطالعهٔ بیشتر
- Love, B (1992). Encyclopedia of Unusual Sex Practices. Barricade Books. ISBN 978-0-942637-64-9.